# Renown (Schiff, 1775)
Die Renown war ein 50-Kanonen-Linienschiff (Zweidecker) 4. Ranges der Portland-Klasse der britischen Marine, das zwischen 1775 und 1784 in Dienst stand.

## Geschichte

### Bau
Die spätere Renown wurde am 25. Dezember 1770 geordert. Sie wurde bei einer Werft in Southampton im Mai 1771 auf Kiel gelegt und lief am 4. Dezember 1774 vom Stapel.

### Einsatzgeschichte
Das Schiff wurde am 21. Juni 1775, unter dem Kommando von Captain Francis Banks und bis Mitte September in Portsmouth ausgerüstet. Anschließen segelte das Schiff nach Nordamerika, wo sie am Amerikanischen Unabhängigkeitskriegs beteiligt war. Sie wurde dadurch bekannt, dass sie am 13. August 1778 das am Vortage durch einen schweren Sturm entmastete 80-Kanonen-Linienschiff Languedoc, Flaggschiff des französischen Admirals Charles Henri d’Estaing, in der Nähe von Newport (Rhode Island) angriff und von hinten beschoss. Die Languedoc wurde nur durch das überraschende Erscheinen eines französischen Geschwaders unter Admiral Pierre André de Suffren gerettet. Admiral d’Estaing hatte einen Angriff auf Newport geplant, aber seine Flotte war durch den Sturm so schwer beschädigt worden, dass er davon absehen und stattdessen nach Boston zum Reparieren segeln musste.